# Daniel Pink
Daniel H. Pink, född 1964, är en amerikansk författare och föreläsare. Han var vice president Al Gores förste talskrivare 1995–1997 och innan dess medhjälpare till arbetsminister Robert Reich.

## Bakgrund
Daniel Pink har skrivit tre böcker om arbetets förändrade natur: A Whole New Mind, Free Agent Nation och den första amerikanska affärsboken skriven på manga, The Adventures of Johnny Bunko.
Pinks artiklar om affärer och teknologi har publicerats i New York Times, Harvard Business Review, Fast Company och Wired. Han håller också föreläsningar för företag, föreningar, universitet och konferenser om skiftet från informationssamhället till "the Conceptual Age" där han fokuserar på förmågor som finns i hjärnans högra halva, såsom empati, uppfinningsförmåga och förmåga till meningsskapande.

## Om motivation
En central tes som Pink också förklarar i en video som publicerats på youtube är att människor inte alls motiveras av ekonomiska incitament på det sätt som företag - och politiker - tar för givet. Människor motiveras istället av att uppgiften känns spännande och viktig och andra icke-ekonomiska incitament. Pinks "TED-talk" om motivation var 2011 en av de 20 mest sedda TED-föreläsningarna och 2011 nämnde Thinkers50 honom som en av de 50 mest inflytelserika mangagementtänkarna i världen.